# Cá Rô, em yêu anh!
Cá Rô, em yêu anh! là một bộ phim truyền hình được thực hiện bởi Công ty Cổ phần Truyền thông Trí Việt do NSƯT Nguyễn Phương Điền làm đạo diễn. Phim phát sóng vào lúc 20h00 từ thứ hai đến thứ 5 hàng tuần bắt đầu từ ngày 19 tháng 7 năm 2010 trên kênh HTV3 nhưng sau khi phát 13 tập thì tạm ngưng vì vấn đề giấy phép phát sóng, từ 27 tháng 8 năm 2011 đến ngày 25 tháng 11 năm 2011 phim phát sóng trở lại trên kênh HTV9 vào lúc 22h30 từ thử 5 đến Chủ Nhật.

## Nội dung
Cá Rô, em yêu anh! xoay quanh câu chuyện về tình yêu, tình bạn, gia đình và những ước mơ cùng cách thể hiện mình của một thế hệ trẻ trong một bối cảnh đậm chất "cá rô" và Vú sữa Lò Rèn Vĩnh Kim – Tiền Giang.

## Diễn viên
- Quý Bình trong vai Minh Trí
- Tường Vi trong vai Phù Sa[5]
- Thái Minh Châu trong vai Lê
- Hoàng Anh trong vai Điền
- Lê Phương trong vai An Bình
- Bình Minh trong vai Quang Huy
- Tuấn Khải trong vai Trung Nghĩa
- NSƯT Mạnh Dung trong vai Ông Cảnh
- NSƯT Nguyễn Văn Phúc trong vai Ông Lộc
- NSƯT Công Ninh trong vai Chú Một
- Thanh Thủy trong vai Thím Một
- NSƯT Hữu Châu trong vai Ông Sáu Lực
- NSƯT Lê Thiện trong vai Bà Năm Hồng
- Quỳnh Thư trong vai Thái Hà

Cùng một số diễn viên khác....

## Giải thưởng
| Năm  | Giải thưởng   | Hạng mục                               | (Người) đề cử | Kết quả   | Tham khảo    |
| ---- | ------------- | -------------------------------------- | ------------- | --------- | ------------ |
| 2011 | Giải Mai Vàng | Phim truyền hình                       | —             | Đề cử     | [ 6 ] [ 7 ]  |
| 2011 | Giải Mai Vàng | Nữ diễn viên truyền hình               | Tường Vi      | Đề cử     | [ 6 ] [ 7 ]  |
| 2012 | HTV Awards    | Nữ diễn viên chính được yêu thích nhất | Tường Vi      | Đề cử     | [ 8 ]        |
| 2012 | HTV Awards    | Nữ diễn viên phụ được yêu thích nhất   | Lê Phương     | Đoạt giải | [ 9 ] [ 10 ] |